# Рафинья (футболист, 1983)
Рафаэл да Си́лва Франци́ско (также известный как Рафи́нья) (порт. Rafael da Silva Francisco; Rafinha; 4 августа 1983, Гуарульюс, штат Сан-Паулу) — бразильский футболист, полузащитник клуба «Коритиба».

## Биография
Рафинья — воспитанник футбольной академии «Португезы» из Сан-Паулу. В 2002 году выиграл наиболее престижный общебразильский турнир для молодых футболистов — Молодёжный кубок Сан-Паулу, после чего стал привлекаться к основному составу «Португезы». Однако вскоре, в 2003 году, его приобрёл «Сан-Паулу». Рафинья был связан контрактными обязательствами с «трёхцветными» до 2010 года, но так ни разу не сыграл за основу «паулистас». Большую часть времени он выступал на правах аренды за другие клубы.
В середине 2004 года был отдан в аренду в клуб Серии B «Санту-Андре», который незадолго до этого завоевал Кубок Бразилии и получил путёвку в Кубок Либертадорес. Рафинья в 2005 году хорошо проявил себя в главном континентальном турнире Южной Америки, и в 2006 году был арендован одним из грандов бразильского футбола «Гремио». В 2007—2009 годах продолжал выступать на правах аренды за различные команды — «Сан-Каэтано», «Гояс» и «Парану». С «Гоясом» в 2009 году выиграл чемпионат штата.
В 2010 году стал выступать за «Коритибу». В первый год — на правах аренды, а в 2011—2013 года — как полноценный игрок клуба. С «Коритибой» Рафинья выиграл четыре чемпионата штата Парана, а в 2010 году — бразильскую Серию B, в том же году помог своей команде одержать победы в 24 играх подряд. Два раза подряд доходил с командой до финала Кубка Бразилии.
С 2013 по 2016 год выступал в Саудовской Аравии за клуб «Аш-Шабаб». Наиболее успешным с точки зрения трофеев в этот период стал для полузащитника 2014 год, когда «Аш-Шабаб» выиграл Саудовский кубок чемпионов и Суперкубок страны.
В 2016 году Рафинья вернулся на родину, где присоединился к «Крузейро». В 2017 и 2018 года завоёвывал с «лисами» Кубок Бразилии, а в 2018 году стал чемпионом штата Минас-Жерайс.

## Достижения
- Чемпион штата Минас-Жерайс (1): 2018
- Чемпион штата Парана (4): 2010, 2011, 2012, 2013
- Чемпион штата Гояс (1): 2009
- Чемпион Серии B Бразилии (1): 2010
- Чемпион Кубка Бразилии (1): 2018
- Финалист Кубка Бразилии (2): 2011, 2012
- Победитель Молодёжного кубка Сан-Паулу (1): 2002
- Обладатель Саудовского кубка чемпионов (1): 2014
- Обладатель Суперкубка Саудовской Аравии (1): 2014